# Lucía Veiga
Pour les articles homonymes, voir Veiga.
Lucía Veiga López, née en 1979 à La Corogne, est une actrice et une animatrice de télévision espagnole.

## Biographie
Durant sa jeunesse, elle est étudiante à l'université de La Corogne. Elle devient présentatrice de télévision en septembre 2022 dans le programme Malicia Noticias. 
Elle joue dans des séries télévisées, comme Permis de vivre de Telecinco et Après toi, le chaos, diffusé par Netflix en 2020, ainsi que Rapa.
Son premier rôle important au cinéma est le personnage de Charo Velasco dans le film L'Affaire Nevenka d'Icíar Bollaín sorti en 2024.

## Nominations
- 2023 : 10e cérémonie des prix Feroz : meilleure actrice dans un second rôle pour la série Rapa.
- 2025 : 39e cérémonie des Goyas : meilleur espoir féminin pour le film L'Affaire Nevenka[5].